# قزل قلعة موسولانلو
قزل قلعة موسولانلو (بالفارسية: قزل‌قلعه موسولانلو) هي منطقة سكنية تقع في قسم تشاراويماق الجنوبي الغربي الريفي في إيران. يقدر عدد سكانها بـ 216 نسمة .